# Wichita Falls
Wichita Falls är en stad i Wichita County i delstaten Texas, USA med 97 252 invånare (2006). Wichita är administrativ huvudort (county seat) i Wichita County. 